# 凯卢迪
凯卢迪（Kailudih），是印度贾坎德邦丹巴德县的一个城镇。总人口8903（2001年）。

## 人口
该地2001年总人口8903人，其中男性4810人，女性4093人；0—6岁人口1615人，其中男852人，女763人；识字率56.49%，其中男性为63.20%，女性为48.60%。